# Abfallbeseitigung im antiken Rom
Im antiken Rom war die Abfallbeseitigung des öffentlichen Raums Aufgabe der Ädilen, deren Verantwortlichkeit auf zwei untergeordnete Behörden aufgeteilt wurde.
Ihre Hauptaufgabe war, Straßen und Plätze auf ihren Zustand zu kontrollieren und Hausbesitzer, welche die Reinigung ihrer Straßenfront vernachlässigten, darauf aufmerksam zu machen und sie zur Reinigung aufzufordern. Falls jemand dieser Aufforderung nicht nachkam, war die Behörde dazu ermächtigt, einen Unternehmer auf Kosten des Hausbesitzers mit der Reinigung zu beauftragen.
Wohin und wie der Abfall jedoch entsorgt wurde, ist unklar. Allerdings kann keinesfalls von einer kontinuierlichen Abfallentsorgung wie heutzutage gesprochen werden. Größtenteils wurde der Unrat über die Kanalisation, die in nahezu jeder größeren Stadt vorhanden war, weggespült.
Rom verfügte aber im Gegensatz zu Pompeji, wo auch etliche Privathäuser an die öffentliche Kanalisation angeschlossen waren, über ein weniger gutes Abwassersystem. Die Cloaca Maxima und sechs andere große Abwasserkanäle besaßen zwar ein leistungsfähiges Abwassersystem, welches auch in regelmäßigen Abständen kontrolliert und repariert wurde. Allerdings waren nur vereinzelt Hausabflüsse und Latrinen in der Hauptstadt mit diesem System verbunden. Oft wurde Abfall in der Kanalisation entsorgt, aber vieles wurde einfach auf den Straßen Roms weggeworfen, worüber sich dann streunende Hunde und Vögel hermachten. Der Überlauf der ständig fließenden Brunnen spülte den Unrat die Straßen entlang.
Dieses System der Entsorgung führte dazu, dass eine große Menge an Abfall und Dreck vorhanden war.
Die Entsorgung der Amphoren und anderen Tongefäße in Rom erfolgte auf dem Monte Testaccio nahe der Stadt, auf dem die Scherben gestapelt wurden. Es war während der gesamten römischen Kaiserzeit verboten, vom Monte Testaccio etwas abzutragen, da er ein Prestigeobjekt Roms war („Wir sind wohlhabend genug, unseren Müll nicht wieder verwenden zu müssen.“)